# Michaelskapelle (Obervolkach)

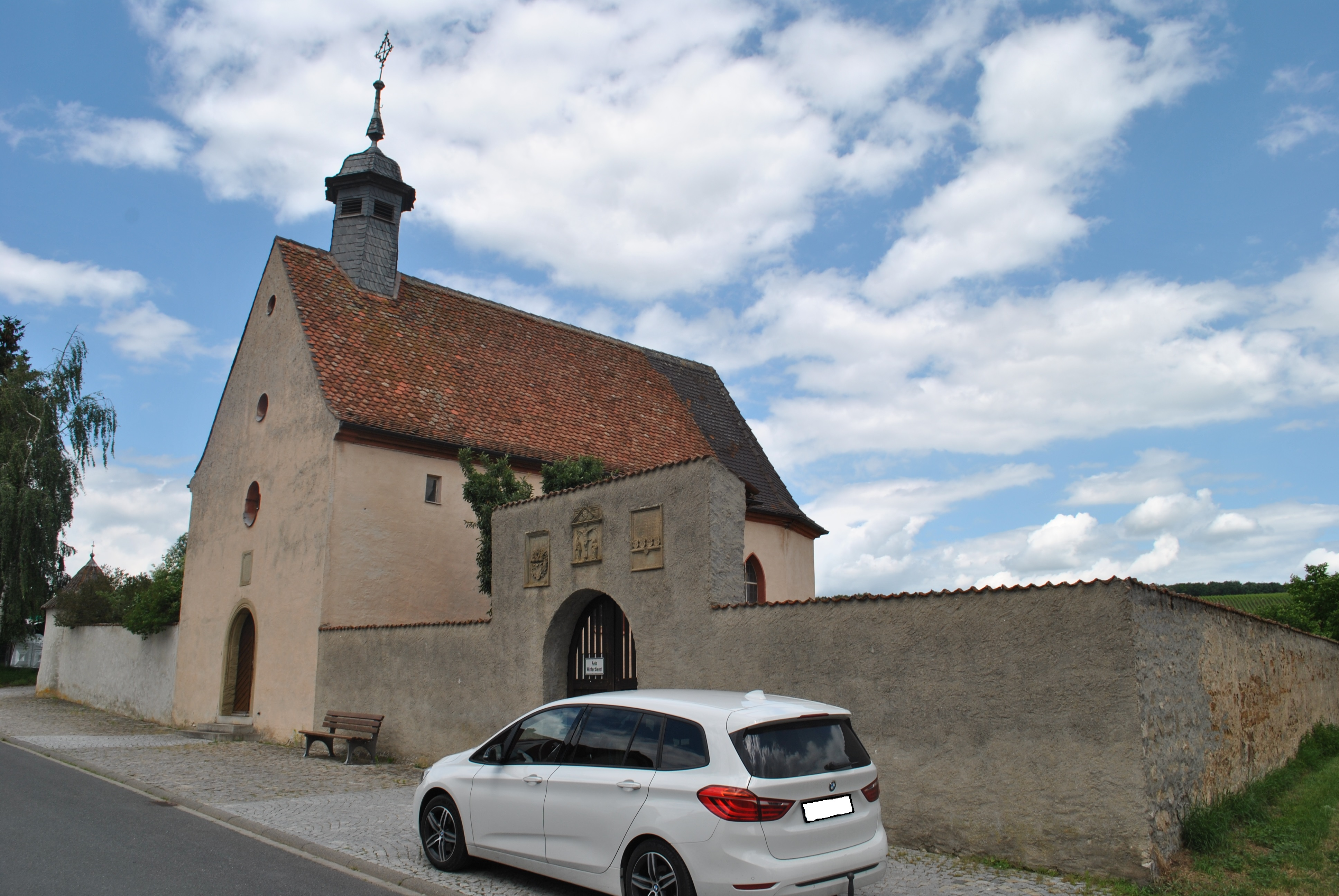
Die Michaelskapelle vor dem Friedhof

Die Kapelle St. Michael in Obervolkach befindet sich direkt vor dem Friedhof des Volkacher Ortsteils in der Michaelistraße.

## Geschichte
Die Kapelle wurde im Jahr 1716 unter dem Würzburger Fürstbischof Johann Philipp von Greiffenklau gebaut. Das Friedhofsportal war bereits im Jahr 1606 mit dem Friedhof entstanden. 1607 wurde der Gottesacker von Weihbischof Eucharius Sang geweiht. Erneuerungen und Renovierungen erfolgten im Laufe der Jahrhunderte. Im Jahr 1894 restaurierte man die Kapelle, 1965/1966 folgte eine weitere Renovierung und in den 1980er Jahren eine dritte.
Das Bayerische Landesamt für Denkmalpflege ordnet die Kapelle und die Friedhofsmauer als Baudenkmäler unter der Nummer D-6-75-174-287 ein. Archäologische Reste werden als Bodendenkmal geführt.

## Architektur
Das Kirchlein präsentiert sich als einfacher Bau. Ein eingezogener Chor begrenzt es; er schließt mit einem Dreiecksschluss ab. Ein kleines Langhaus weist keine besonderen Merkmale auf. Lediglich eine Fensterachse gliedert das Gebäude. Die Fenster weisen geknickte Spitzbögen auf, was an die Spätgotik erinnert. Zur Straße hin bekrönt ein sechsseitiger, gekuppelter Dachreiter mit einer Glocke das Langhaus. Über dem Portal erinnert eine Inschrift an die Errichtung im Jahre 1716.
Das benachbarte Friedhofsportal besteht aus einem Rundbogen. Drei Steinplatten mit Reliefs sind darüber eingebettet. Von links nach rechts zeigen sie eine Kreuzigungsgruppe mit Assistenzfiguren, ein Wappen Julius Echters von Mespelbrunn mit der Jahreszahl 1606 und die Inschrift des Dorfmagistrats neben fünf Wappen und mehreren Jahreszahlen.

## Ausstattung
Der Innenraum der Kapelle wird von dem 1716 geschaffenen zweisäuligen Altar beherrscht. Sein Altarblatt zeigt den Erzengel Michael, den Kirchenpatron. Bekrönt wird er von einer Pietà aus dem beginnenden 16. Jahrhundert. Die Assistenzfiguren stellen den heiligen Johannes (rechts) und den heiligen Korbinian (links) dar. Unterhalb Korbinians befindet sich eine Bärenfigur.
Auf Konsolen stehen Holzbüsten der Heiligen Odilia und einer Äbtissin. Der Figur wurde die Schädeldecke entfernt, sodass eine genaue Bezeichnung nicht möglich ist. Die beiden Figuren entstanden um 1520. Eine weitere, größere Pietà und eine Christusstatue ergänzen die Ausstattung der Kapelle. Christus in der Rast wurde im 18. Jahrhundert geschaffen. Weitere Figuren, die ursprünglich in der Michaelskapelle standen, befinden sich heute in der Obervolkacher Kirche St. Nikolaus.